# Ramal ferroviario Constitución-La Plata
El Ramal Constitución - La Plata pertenece al Ferrocarril General Roca, Argentina. Parte de la estación Constitución en la ciudad de Buenos Aires con destino a la ciudad de La Plata. Oficialmente denominado ramal R1A entre Plaza Constitución y Empalme Pavón y ramal R81 entre este último y la estación La Plata.

## Servicios
Parte desde la estación Constitución en la ciudad de Buenos Aires e ingresa en la provincia de Buenos Aires, atravesando los partidos de Avellaneda, Quilmes, Berazategui y La Plata. Anteriormente también el servicio se realizaba vía Temperley pero debido al estado de las vías entre las estaciones Bosques y Villa Elisa sólo circulan trenes de carga, con los trenes de pasajeros finalizando su recorrido en la estación Gutiérrez. 
El tiempo de viaje es de 70 minutos.
Desde su salida de Constitución hasta su llegada a La Plata, para en 19 estaciones: 
| Estación                              | kilómetro | Andenes | Distrito               | Notas |
| ------------------------------------- | --------- | ------- | ---------------------- | --- |
| Plaza Constitución                    | 0         | 14      | Comuna 1               | Cabecera de los ramales a Ezeiza, Alejandro Korn, La Plata y Circuito a Bosques. Combinación con Estación Constitución de la Línea C del subte de Buenos Aires y Parada Constitución del Metrobús del Sud. Proximidad con Autopistas 25 de Mayo y Presidente Arturo Frondizi |
| Darío Santillán y Maximiliano Kosteki | 3.8       | 4       | Partido de Avellaneda  | Nombrada Barracas al Sud entre 1866 y 1904 y Avellaneda entre 1904 y 2013. Proximidad con puente sobre Riachuelo (límite entre CABA y Provincia de Buenos Aires) |
| Sarandí                               | 7.6       | 2       | Partido de Avellaneda  | Nombrada General Mitre entre 1872 y 1906. Elevada en 1953. Proximidad con Ruta Provincial 36 |
| Villa Domínico                        | 10        | 2       | Partido de Avellaneda  | |
| Wilde                                 | 11.4      | 3       | Partido de Avellaneda  | |
| Don Bosco                             | 13        | 2       | Partido de Quilmes     | Inaugurada como Parada Km. 13 |
| Bernal                                | 14.6      | 3       | Partido de Quilmes     | |
| Quilmes                               | 17.2      | 3       | Partido de Quilmes     | Cabecera intermedia |
| Ezpeleta                              | 21.2      | 2       | Partido de Quilmes     | |
| Berazategui                           | 23.8      | 3       | Partido de Berazategui | Cabecera intermedia. Combinación con Circuito a Bosques |
| Plátanos                              | 27.7      | 2       | Partido de Berazategui | Inaugurada como Estación Godoy |
| Hudson                                | 29.5      | 3       | Partido de Berazategui | Nombrada Conchitas entre 1872 y 1930 |
| Pereyra                               | 37        | 3       | Partido de Berazategui | Antigua Cabecera del ramal a Ensenada via FCBAPE |
| Villa Elisa                           | 39.3      | 3       | Partido de La Plata    | Cabecera intermedia. Combinación con el ramal a Temperley via FCO (sin servicio hasta Gutiérrez desde 1993) |
| City Bell                             | 42.9      | 2       | Partido de La Plata    | |
| Manuel B. Gonnet                      | 46.1      | 2       | Partido de La Plata    | Nombrada Adolfo Alsina entre 1889 y 1931 |
| Ringuelet                             | 47.3      | 3       | Partido de La Plata    | Inaugurada como Parada Altos de Tolosa. Cabecera del ramal a Brandsen |
| Tolosa                                | 50.6      | 4       | Partido de La Plata    | Cabecera de los ramales a Río Santiago via La Plata Cargas y Ensenada via FCO |
| La Plata                              | 52.6      | 7       | Partido de La Plata    | Cabecera final, del Tren Universitario y de los ramales a Rio Santiago, Lezama y Las Pipinas-Magdalena-Atalaya |

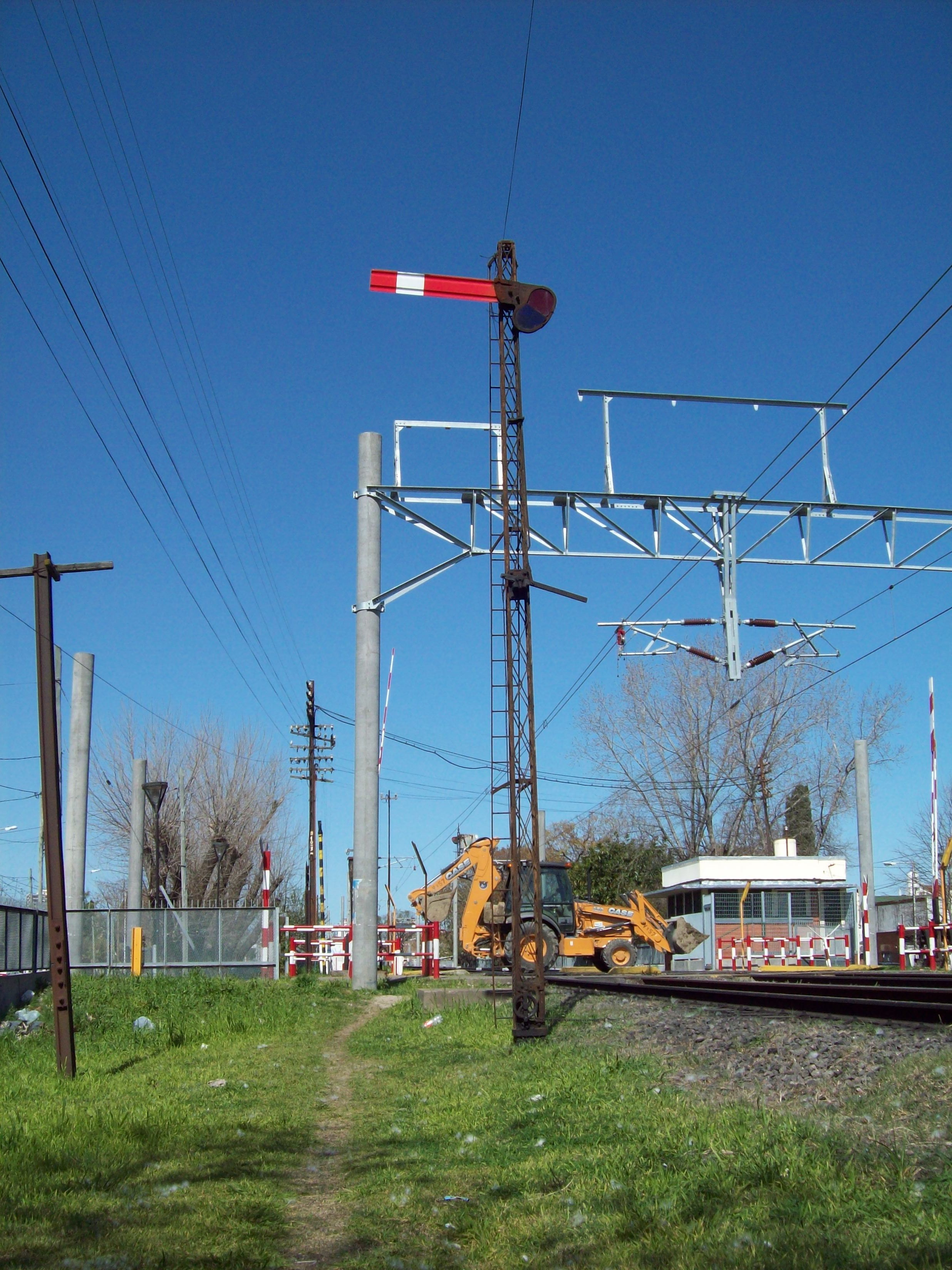
Obras de electrificación en estación Villa Dominico

En el año 2015, comenzaron las obras de electrificación del ramal. El 7 de septiembre se suspendieron los servicios a La Plata, previéndose que la interrupción sería por 90 días. la operadora ferroviaria implementó un servicio alternativo de transporte automotor.
En febrero de 2016, el servicio funcionaba solamente hasta la estación Quilmes, llegando en junio hasta Berazategui y previéndose que en enero de 2017 el servicio llegaría hasta la estaciones City Bell y Villa Elisa, lo cual sucedió en abril.
En agosto de 2017, el servicio siguió funcionando únicamente hasta Villa Elisa/City Bell, con un servicio por hora hasta esta última estación y dos por hora hasta la estación Villa Elisa, faltando aún rehabilitar 5 estaciones del ramal: Pereyra, Manuel B. Gonnet, Ringuelet, Tolosa y La Plata.
En octubre de 2017 se electrifica el ramal hasta la ciudad de La Plata,realizando así, luego de más de dos años, el recorrido completo Constitución - La Plata. La electrificación del ramal permitió disminuir el tiempo de viaje, como así también la incorporación de coches de origen chino (como los usados en el resto de los ramales metropolitanos del Roca desde Constitución)los cuales cuentan con aire acondicionado y están hechos para andén elevado, a diferencia de las unidades previas (remolcadas por locomotora diésel) favoreciendo así el ascenso y descenso de pasajeros, principalmente aquellos con movilidad reducida.